# VII distrito de París
El VII distrito de París (7.° distrito de París), también conocido como distrito del palacio Borbón, es uno de 20 distritos o arrondissements de París, Francia. Localizado sobre la margen izquierda del Sena, contiene un gran número de instituciones nacionales francesas. Entre estas, la Asamblea Nacional de Francia y varios ministerios franceses.
También es un destino turístico de primer orden al albergar la Torre Eiffel y Los Inválidos (Hôtel des Invalides), lugar donde se encuentran los restos de Napoleón Bonaparte.
Los templos que alberga son Saint-François-Xavier, Saint-Thomas-d'Aquin, Saint-Pierre-du-Gros-Caillou y Saint-Louis des Invalides en el Hôtel des Invalides.

## Administración
El distrito está dividido en cuatro barrios:
- Barrio de Saint-Thomas-d'Aquin
- Barrio de los Invalides
- Barrio de l'École-Militairel
- Barrio del Gros-Cailloud

Rachida Dati (LR) es la alcaldesa del distrito. Fue elegida en 2008 y reelecta en 2014.

## Demografía
La población máxima del VII distrito se alcanzó en 1926, cuando llegó a tener 110.684 habitantes. A causa de la localización de numerosos edificios administrativos del gobierno francés, este distrito nunca ha estado tan densamente poblado como otros. En 1999, la población era de 56 985 habitantes sobre una área de 409 hectáreas, lo que supone una densidad de 13 940 hab/km². 
| Año (del censo nacional) | Población | Densidad (hab./km²) |
| ------------------------ | --------- | ------------------- |
| 1872                     | 78 553    | 19 206              |
| 1926 (pico de población) | 110 684   | 27 075              |
| 1954                     | 104 412   | 25 529              |
| 1962                     | 99 584    | 24 360              |
| 1968                     | 87 811    | 21 480              |
| 1975                     | 74 250    | 18 163              |
| 1982                     | 67 461    | 16 502              |
| 1990                     | 62 939    | 15 396              |
| 1999                     | 56 985    | 13 940              |

## Lugares de interés

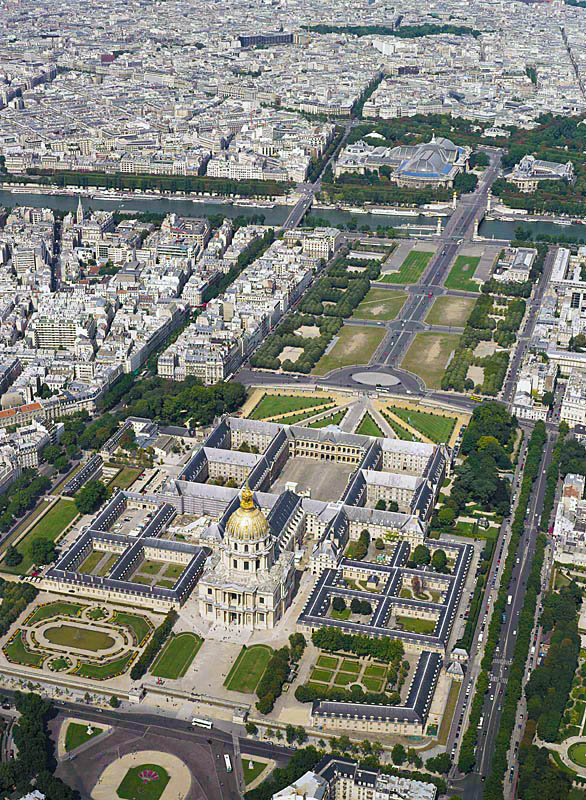
Vista aérea de los Inválidos.

- Monumentos : 
  - Torre Eiffel
  - Los Inválidos

- Edificios públicos
  - Palacio Borbón
  - Hotel Matignon
  - Sede de la Unesco

- Museos :
  - Museo de Orsay
  - Museo del muelle Branly
  - Museo Rodin

- Puentes : 
  - Puente de la Concordia
  - Pont Royal
  - Pasarela Léopold Sédar Senghor
  - Puente del Carrousel
  - Puente de los Inválidos
  - Puente Alejandro III
  - Pasarela Debilly
  - Puente de Jena

## Transporte

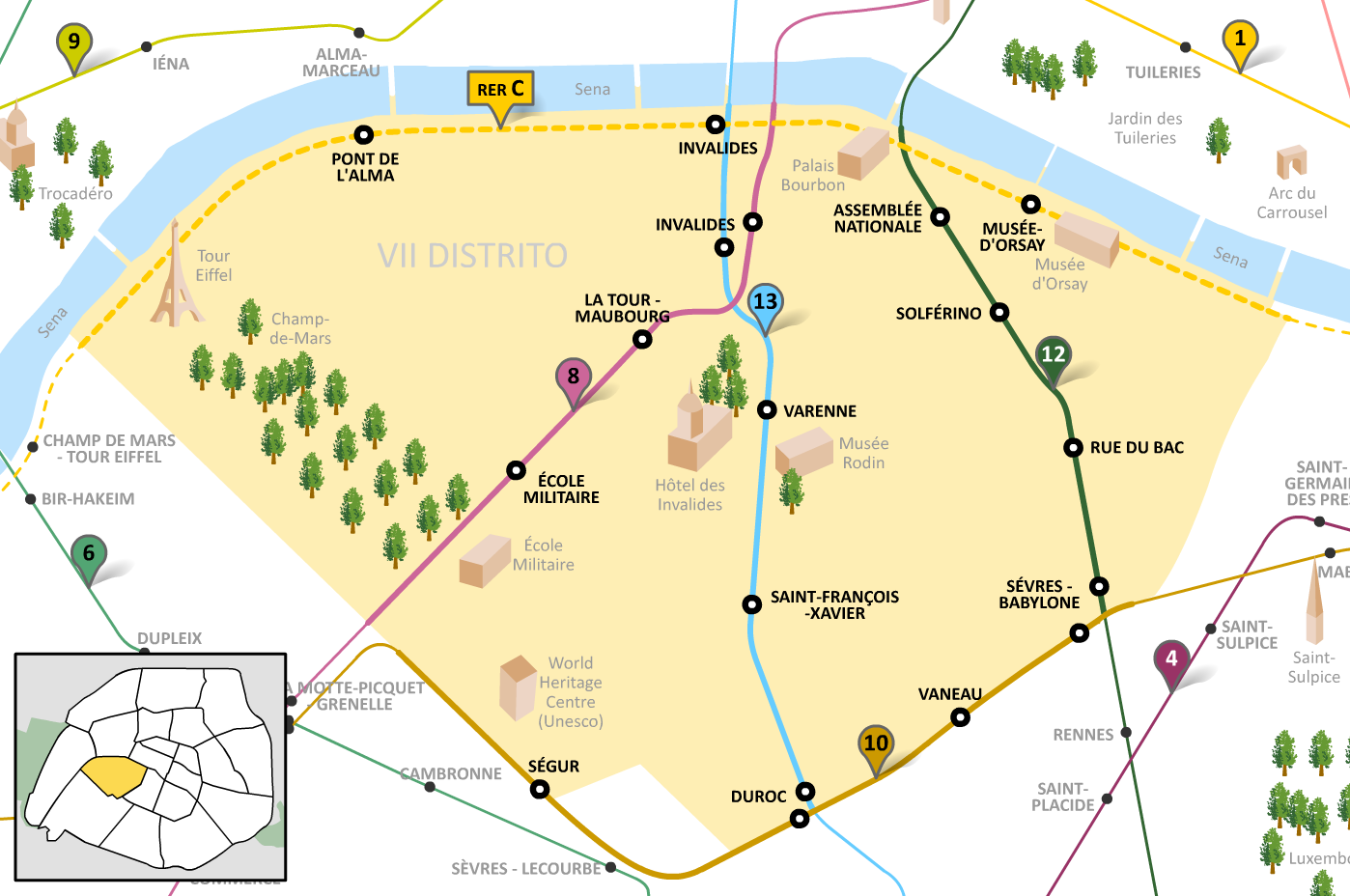
Mapa del metro y del RER en el VII Distrito.

Hay cuatro líneas de metro y una del tren RER que tienen estaciones en el VII Distrito.
- (estaciones Invalides, La Tour-Maubourg y École Militaire)
- (Sèvres - Babylone, Vaneau, Duroc y Ségur)
- (Assemblée Nationale, Solférino, Rue du Bac y Sèvres - Babylone)
- (Invalides, Varenne, Saint-François-Xavier y Duroc)
- (Musée d'Orsay, Invalides y Pont de l'Alma)